# Seznam dílů seriálu Pokémon (1.–13. řada)
Toto je seznam dílů seriálu Pokémon. Japonský animovaný seriál Pokémon vysílá od 1. dubna 1997 stanice TV Tokyo.

## Přehled řad
| Řada | Název                                         | Díly | Premiéra v Japonsku | Premiéra v Japonsku | Premiéra v USA    | Premiéra v USA    | Premiéra v ČR   | Premiéra v ČR   |
| Řada | Název                                         | Díly | První díl           | Poslední díl        | První díl         | Poslední díl      | První díl       | Poslední díl    |
| ---- | --------------------------------------------- | ---- | ------------------- | ------------------- | ----------------- | ----------------- | --------------- | --------------- |
| 1    | Indigová liga                                 | 82   | 1. dubna 1997       | 21. ledna 1999      | 8. září 1998      | 27. ledna 1999    | 9. září 2000    | 2001            |
| 2    | Pomerančová liga                              | 36   | 8. ledna 1999       | 7. října 1999       | 4. prosince 1999  | 14. října 2000    | vysíláno        | vysíláno        |
| 3    | Johtovy cesty                                 | 41   | 14. října 1999      | 27. července 2000   | 14. října 2000    | 19. května 2001   | vysíláno        | vysíláno        |
| 4    | Šampionát Johtové ligy                        | 52   | 3. srpna 2000       | 2. srpna 2001       | 18. srpna 2001    | 7. září 2002      | vysíláno        | 2002            |
| 5    | Master Quest                                  | 65   | 9. srpna 2001       | 14. listopadu 2002  | 14. září 2002     | 25. října 2003    | nebylo vysíláno | nebylo vysíláno |
| 6    | Advanced                                      | 40   | 21. listopadu 2002  | 28. srpna 2003      | 1. listopadu 2003 | 4. září 2004      | nebylo vysíláno | nebylo vysíláno |
| 7    | Advanced Challenge                            | 52   | 4. září 2003        | 2. září 2004        | 11. září 2004     | 10. září 2005     | nebylo vysíláno | nebylo vysíláno |
| 8    | Advanced Battle                               | 54   | 9. září 2004        | 29. září 2005       | 17. září 2005     | 8. července 2006  | nebylo vysíláno | nebylo vysíláno |
| 9    | Battle Frontier                               | 47   | 6. října 2005       | 14. září 2006       | 9. září 2006      | 3. března 2007    | nebylo vysíláno | nebylo vysíláno |
| 10   | Diamant a Perla                               | 52   | 28. září 2006       | 25. října 2007      | 20. dubna 2007    | 1. února 2008     | 2008            | 2008            |
| 11   | Diamant a Perla: Bojová dimenze               | 52   | 8. listopadu 2007   | 4. prosince 2008    | 12. dubna 2008    | 2. května 2009    | 2009            | 2009            |
| 12   | Diamant a Perla: Galaktické zápasy            | 53   | 4. prosince 2008    | 24. prosince 2009   | 9. května 2009    | 15. května 2010   | 2010            | 2010            |
| 13   | Diamant a Perla: Vítězové ligy oblasti Sinnoh | 34   | 7. ledna 2010       | 9. září 2010        | 5. června 2010    | 5. února 2011     | 2011            | 2011            |
| 14   | Černý a Bílý                                  | 50   | 23. září 2010       | 15. září 2011       | 12. února 2011    | 7. ledna 2012     | 2011            | 2011            |
| 15   | Černý a Bílý: Opačné osudy                    | 49   | 22. září 2011       | 4. října 2012       | 18. února 2012    | 26. ledna 2013    | 2012            | 2012            |
| 16   | Černý a Bílý: Dobrodružství v Unově           | 45   | 11. října 2012      | 26. září 2013       | 2. února 2013     | 7. prosince 2013  | nebylo vysíláno | nebylo vysíláno |
| 17   | XY                                            | 48   | 17. října 2013      | 30. října 2014      | 18. ledna 2014    | 20. prosince 2014 | vysíláno        | vysíláno        |
| 18   | XY: Kalos Quest                               | 45   | 13. listopadu 2014  | 22. října 2015      | 7. února 2015     | 19. prosince 2015 | vysíláno        | vysíláno        |
| 19   | XYZ                                           | 47   | 29. října 2015      | 27. října 2016      | 20. února 2016    | 21. ledna 2017    | vysíláno        | vysíláno        |
| 20   | Slunce a Měsíc                                | 43   | 17. listopadu 2016  | 21. září 2017       | 12. května 2017   | 9. prosince 2017  | vysíláno        | vysíláno        |
| 21   | Slunce a Měsíc – Ultra dobrodružství          | 49   | 5. října 2017       | 14. října 2018      | 24. března 2018   | 23. února 2019    | vysíláno        | vysíláno        |
| 22   | Slunce a Měsíc – Ultra legendy                | 54   | 21. října 2018      | 3. listopadu 2019   | 23. března 2019   | 7. března 2020    | vysíláno        | vysíláno        |
| 23   | Cesty                                         | 48   | 17. listopadu 2019  | 4. prosince 2020    | 12. června 2020   | 5. března 2021    | vysíláno        | vysíláno        |
| 24   | Mistrovské cesty                              | 42   | 11. prosince 2020   | 10. prosince 2021   | 10. září 2021     | 26. května 2022   | bude oznámeno   | bude oznámeno   |
| 25   | Vrcholné cesty                                | 57   | 17. prosince 2021   | 24. března 2023     | 21. srpna 2022    | 8. září 2023      | bude oznámeno   | bude oznámeno   |

## Seznam dílů

### První řada:Indigová liga(1997–1999)
| Č. v seriálu | Č. v řadě | Původní název                                                    | Anglický název                     | Český název | Premiéra v Japonsku | Premiéra v USA  |
| ------------ | --------- | ---------------------------------------------------------------- | ---------------------------------- | --- | ------------------- | --------------- |
| 1            | 1         | Pokemon! Kimi ni Kimeta! ポケモン！きみにきめた！                | Pokémon, I Choose You!             | Volím si tebe! | 1. dubna 1997       | 8. září 1998    |
| 2            | 2         | Taiketsu! Pokemon Sentā! たいけつ！ポケモンセンター！            | Pokémon Emergency!                 | Pokémoní pohostovost | 8. dubna 1997       | 9. září 1998    |
| 3            | 3         | Pokemon Getto Daze! ポケモン ゲットだぜ！                        | Ash Catches a Pokémon              | Ash chytil pokémona | 15. dubna 1997      | 10. září 1998   |
| 4            | 4         | Samurai Shōnen no Chōsen! サムライしょうねんのちょうせん！       | Challenge of the Samurai           | Samurajova výzva | 22. dubna 1997      | 11. září 1998   |
| 5            | 5         | Nibi Jimu no Tatakai! ニビジムのたたかい！                       | Showdown in Pewter City            | Utkání v Cínovém městě | 29. dubna 1997      | 14. září 1998   |
| 6            | 6         | Pippi to Tsuki no Ishi ピッピとつきのいし                        | Clefairy and the Moon Stone        | Clefairy a měsíční kámen | 6. května 1997      | 15. září 1998   |
| 7            | 7         | Hanada Shiti no Suichūka< br/>ハナダシティのすいちゅうか         | The Water Flowers of Cerulean City | Vodní květiny blankytného města | 13. května 1997     | 16. září 1998   |
| 8            | 8         | Pokemon Rīgu e no Michi ポケモンリーグへのみち                   | The Path to the Pokémon League     | Cesta k pokémoní lize | 20. května 1997     | září 1998       |
| 9            | 9         | Pokemon Hisshō Manyuaru ポケモンひっしょうマニュアル             | The School of Hard Knock           | Tvrdá lekce | 27. května 1997     | 18. září 1998   |
| 10           | 10        | Kakurezato no Fushigidane< br/ >かくれざとのフシギダネ           | Bulbasaur and the Hidden Village   | Bulbasaur a skrytá vesnice | 3. června 1997      | 21. září 1998   |
| 11           | 11        | Hagure Pokemon, Hitokage はぐれポケモン・ヒトカゲ                | Charmander - The Stray Pokémon     | Opuštěný pokémon Charmander | 10. června 1997     | 22. září 1998   |
| 12           | 12        | Zenigame-gungan Tōjō ゼニガメぐんだんとうじょう!                 | There Comes the Squirtle Squad     | Squirtlí gang přichází | 17. června 1997     | 23. září 1998   |
| 13           | 13        | Masaki no Tōdai マサキのとうだい                                 | Mystery at the Lighthouse          | Záhada majáku | 24. června 1997     | 24. září 1998   |
| 14           | 14        | Dengeki Taiketsu! Kuchiba Jimu でんげきたいけつ! クチバジム      | Electric Shock Showdown            | Utkání elektrických šoků | 1. července 1997    | 25. září 1998   |
| 15           | 15        | Santo Annu-gō no Tatakai サントアンヌごうのたたかい!             | Battle Aboard the St. Anne         | Bitva na palubě Sv. Anny | 8. července 1997    | 28. září 1998   |
| 16           | 16        | Pokemon Hyōryūki ポケモンひょうりゅうき                          | Pokémon Shipwreck                  | Pokémoní ztroskotání | 15. července 1997   | 29. září 1998   |
| 17           | 17        | Kyodai Pokemon no Shima!? きょだいポケモンのしま!?               | Island of the Giant Pokémon        | Ostrov obřích pokémonů | 22. července 1997   | 30. září 1998   |
| 18           | 18        | Aopuruko no Kyūyitsu アオプルコのきゅうじつ                      | Beauty and the Beach               | Nebyl Dabován v ČR kvůli kontroverze kolem téhle epizodě. Protože 4Kids ihned distributovala Pokémon po celém západního světa (včetně Česko), tato epizoda se nedostala a nebyl dabován. Víc Info na Hlavním Stránce Pokémon (seriál). | 29. července 1997   | 24. června 2000 |
| 19           | 19        | Menokurage Dokukurage メノクラゲドククラゲ                       | Tentacool and Tentacruel           | Tentacool a Tentacruel | 5. srpna 1997       | 1. října 1998   |
| 20           | 20        | Yūrei Pokemon Natsumatsuri ゆうれいポケモンとなつまつり          | The Ghost of Maiden's Peak         | Duch Panenského mysu | 12. srpna 1997      | 2. října 1998   |
| 21           | 21        | Bai Bai Batafurī バイバイバタフリー                              | Bye Bye Butterfree                 | Sbohem, Butterfree | 19. srpna 1997      | 5. října 1998   |
| 22           | 22        | Kēshii! Chōnōryoku Taiketsu! ケーシィ! ちょうのうりょくたいけつ! | Abra and the Psychic Showdown      | Abra a psychické utkání | 26. srpna 1997      | 6. října 1998   |
| 23           | 23        | Pokemon Tawā de Getto da ze! ポケモンタワーでゲットだぜ!         | The Tower of Terror                | Věž děsu | 2. září 1997        | 7. října 1998   |
| 24           | 24        | Gōsuto Tai Esupā ゴーストVSエスパー!                             | Haunter vs. Kadabra                | Haunter proti Kadabře | 9. září 1997        | 8. října 1998   |
| 25           | 25        | Okoranai de ne Okorizaru おこらないでねオコリザル!               | Primeape Goes Bananas              | Řádící Primeape | 16. září 1997       | 9. října 1998   |

### Třináctá řada:Diamant a Perla: Vítězové ligy oblasti Sinnoh(2010)
| Č. v seriálu | Č. v řadě | Původní název                                                                                   | Anglický název                  | Premiéra v Japonsku | Premiéra v USA    |
| ------------ | --------- | ----------------------------------------------------------------------------------------------- | ------------------------------- | ------------------- | ----------------- |
| 626          | 1         | Bakusó! Džibakoiru Tai Metagurosu!! 爆走！ジバコイルVSメタグロス！！                            | Regaining the Home Advantage!   | 7. ledna 2010       | 5. června 2010    |
| 627          | 2         | Unare Reitó Panči! Buizeru Tai Barijádo!! 唸れれいとうパンチ！ブイゼルVSバリヤード！！          | Short and to the Punch!         | 14. ledna 2010      | 12. června 2010   |
| 628          | 3         | Moe jo Kabigon! Pokesuron no Ódža!! 燃えよカビゴン！ポケスロンの王者！！                        | A Marathon Rivalry!             | 21. ledna 2010      | 19. června 2010   |
| 629          | 4         | Kaimaku! Pokemon Kontesuto, Asacuki Taikai!! 開幕！ポケモンコンテスト・アサツキ大会！！         | Yes, in Dee Dee It's Dawn!      | 28. ledna 2010      | 26. června 2010   |
| 630          | 5         | Daburu Batoru! Tai Purasuru, Mainan!! ダブルバトル！VSプラスル・マイナン！！                    | Playing the Performance Encore! | 4. února 2010       | 3. července 2010  |
| 631          | 6         | Baku Šinka! Gókazaru!! 爆進化！ゴウカザル!!                                                     | Fighting Ire with Fire!         | 11. února 2010      | 10. července 2010 |
| 632          | 7         | Potčama Hagureru! ポッチャマはぐれる！                                                          | Piplup, Up and Away!            | 18. února 2010      | 17. července 2010 |
| 633          | 8         | Šitennó Óba to Džimu Rídá, Dendži! 四天王オーバとジムリーダー・デンジ！                         | Flint Sparks the Fire!          | 25. února 2010      | 24. července 2010 |
| 634          | 9         | Haššin! Nagisa Tawá!! 発進！ナギサタワー！！                                                    | The Fleeing Tower of Sunyshore! | 4. března 2010      | 31. července 2010 |
| 635          | 10        | Umibe no Pokemon Sukúru! 海辺のポケモンスクール！                                               | Teaching the Student Teacher    | 11. března 2010     | 7. srpna 2010     |
| 636          | 11        | Tobe Šeimi! Sora no Kanata e!! 飛べシェイミ！空の彼方へ！！                                     | Keeping in Top Forme!           | 18. března 2010     | 14. srpna 2010    |
| 637          | 12        | Pokemon Rendžá! Hídoran Kjúšucu Sakusen!! ポケモンレンジャー！ヒードラン救出作戦！！            | Pokémon Ranger: Heatran Rescue! | 18. března 2010     | 16. října 2010    |
| 638          | 13        | Šitennó Kikuno! Kabarudon Tai Dodaitosu!! 四天王キクノ！カバルドンVSドダイトス！！              | An Elite Coverup!               | 1. dubna 2010       | 21. srpna 2010    |
| 639          | 14        | Togekissu Mau! Ódžosama no Pokemon Kontesuto!! トゲキッス舞う！王女さまのポケモンコンテスト！！ | Dawn of a Royal Day!            | 1. dubna 2010       | 28. srpna 2010    |
| 640          | 15        | Togekissu! Kareinaru Batoru!! トゲキッス！華麗なるバトル！！                                    | With the Easiest of Grace!      | 15. dubna 2010      | 4. září 2010      |